# Роза Сенсат
Роза Сенсат и Виля (родена на 17 юни 1873 г., починала на 1 октомври 1961) е каталонска учителка. Тя е допринесла за развитието на обществените училища каталонски през първата третина на 20 век.

## Биография
Тя прекара образователната проучването в Барселона и в Мадрид Escuela Central де Magisterio (Централна училища Образование). След това, тя учи в Женева институт на Русо и други европейски училища, където е научила за нови образователни тенденции.
През 1900 г. тя премина държавните изпити. Женен Давид Ферер през 1903 г., и двойката се премества в Барселона. Една година по-късно, първата им дъщеря се роди, Анджела Ферер Сенсат.
Rosa Sensat разпространение на нови образователни тенденции, и през 1914 г. тя стана първият директор на секцията за момичета Барселона Школа. През 1921 г. тя бе възложено да разработи програма за научни изследвания за Барселона Барселона Institut де Cultura аз Biblioteca Popular де ла Dona, културен център, създаден през 1909 г. от Франческа Бонемасион, който е първият център на образованието на жените в Европа. През този период нарасна Сенсат четене курсове и конференции за образователни програми Макамунитат Каталония, летни училища, както и в Institut де Cultura аз Biblioteca Popular де ла Dona. Тя също така участва в редица международни конференции, посветени на образованието, например, на първата Национална конференция по начално образование (Барселона, 1909), 3-ти Международната конференция по въпросите на образованието (Париж, 1922 г.), и на конференцията в Ница (1932).